# Paralacydes fiorii
Paralacydes fiorii är en fjärilsart som beskrevs av Emilio Berio 1937. Paralacydes fiorii ingår i släktet Paralacydes och familjen björnspinnare. Inga underarter finns listade i Catalogue of Life.